# Ölme socken
Ölme socken i Värmland ingick i Ölme härad, ingår sedan 1971 i Kristinehamns kommun och motsvarar från 2016 Ölme distrikt.
Socknens areal är 178,80 kvadratkilometer varav 175,56 land. År 2000 fanns här 1 338 invånare. Tätorten Ölme samt sockenkyrkan Ölme kyrka ligger i socknen.   

## Administrativ historik
Socknen har medeltida ursprung. Namnet skrevs före 1 september 1894 även Ölmehärads socken.
Vid kommunreformen 1862 övergick socknens ansvar för de kyrkliga frågorna till Ölme församling och för de borgerliga frågorna bildades Ölme landskommun. Landskommunen uppgick 1952 i Väse landskommun som upplöstes 1971 då denna del överfördes till Kristinehamns kommun. 1 januari 2025 uppgick församlingen i Kristinehamns församling.
1 januari 2016 inrättades distriktet Ölme, med samma omfattning som församlingen hade 1999/2000.
Socknen har tillhört län, fögderier, tingslag och domsagor enligt vad som beskrivs i artikeln Ölme härad. De indelta soldaterna tillhörde Närkes regemente och Ölme kompani.

## Geografi
Ölme socken ligger nordväst om Kristinehamn kring ån Ölman med Vänern i söder och omfattar även öar i en skärgård. Socknen är en slättbygd.

## Fornlämningar
Några boplatser från stenåldern har påträffats. Från bronsåldern finns spridda gravrösen. Från järnåldern finns nio gravfält och domarringar. På Saxholmen finns ruinerna efter Saxholms slott som ödelades på 1400-talet.

## Namnet
Namnet skrevs 1386 Ölmehäredh och är ett ursprungligt bygdenamn med efterleden härad, 'bygd'. Förleden är ett ånamn Ölman som kan innehålla ullma, mörkna' eller ul, 'härsken, illaluktande'.

## Befolkningsutveckling
| Befolkningsutvecklingen i Ölme socken 1750–1990                                                          | Befolkningsutvecklingen i Ölme socken 1750–1990 | Befolkningsutvecklingen i Ölme socken 1750–1990 | Befolkningsutvecklingen i Ölme socken 1750–1990 | Befolkningsutvecklingen i Ölme socken 1750–1990 |
| --- | ----------------------------------------------- | ----------------------------------------------- | ----------------------------------------------- | ----------------------------------------------- |
| |                                                 |                                                 |                                                 |                                                 |
| År |                                                 |                                                 | Folkmängd                                       |                                                 |
| 1750 | 1750                                            |                                                 | 2 303                                           |                                                 |
| 1760 | 1760                                            |                                                 | 2 461                                           |                                                 |
| 1769 | 1769                                            |                                                 | 2 613                                           |                                                 |
| 1780 | 1780                                            |                                                 | 2 462                                           |                                                 |
| 1790 | 1790                                            |                                                 | 2 708                                           |                                                 |
| 1800 | 1800                                            |                                                 | 3 056                                           |                                                 |
| 1810 | 1810                                            |                                                 | 2 839                                           |                                                 |
| 1820 | 1820                                            |                                                 | 2 991                                           |                                                 |
| 1830 | 1830                                            |                                                 | 3 018                                           |                                                 |
| 1840 | 1840                                            |                                                 | 3 393                                           |                                                 |
| 1850 | 1850                                            |                                                 | 3 675                                           |                                                 |
| 1860 | 1860                                            |                                                 | 3 683                                           |                                                 |
| 1870 | 1870                                            |                                                 | 3 666                                           |                                                 |
| 1880 | 1880                                            |                                                 | 3 460                                           |                                                 |
| 1890 | 1890                                            |                                                 | 2 927                                           |                                                 |
| 1900 | 1900                                            |                                                 | 2 710                                           |                                                 |
| 1910 | 1910                                            |                                                 | 2 496                                           |                                                 |
| 1920 | 1920                                            |                                                 | 2 332                                           |                                                 |
| 1930 | 1930                                            |                                                 | 2 223                                           |                                                 |
| 1940 | 1940                                            |                                                 | 2 029                                           |                                                 |
| 1950 | 1950                                            |                                                 | 1 684                                           |                                                 |
| 1960 | 1960                                            |                                                 | 1 300                                           |                                                 |
| 1970 | 1970                                            |                                                 | 1 117                                           |                                                 |
| 1980 | 1980                                            |                                                 | 1 274                                           |                                                 |
| 1990 | 1990                                            |                                                 | 1 282                                           |                                                 |
| Anm: Källor: Umeå universitet - Tabellverket 1749-1859, Demografiska databasen, CEDAR, Umeå universitet. |                                                 |                                                 |                                                 |                                                 |